# Sant’Eufemia a Maiella
Sant’Eufemia a Maiella község (comune) Olaszország Abruzzo régiójában, Pescara megyében.

## Fekvése
A megye délkeleti részén, a Majella Nemzeti Park területén fekszik. Határai: Caramanico Terme, Fara San Martino, Pacentro és Sulmona.

## Története
Középkori alapítású, amikor a San Clemente a Casauria-apátsághoz tartozó birtok volt.A következő századokban nemesi birtok volt. Önálló községgé a 19. század elején vált, amikor a Nápolyi Királyságban felszámolták a feudalizmust.  

## Népessége
A népesség számának alakulása:

## Főbb látnivalói
- Daniela Brescia botanikus kert
- Diana e Tamara néprajzi múzeum
- Roccacaramanico várának romjai